# 드래곤하트 2
《드래곤하트 2》는 2000년에 개봉한 영화이자 드래곤하트의 속편이다.

## 줄거리
수도원에서 화장실 번을 인턴 청년 조프는 언젠가 기사가 되는 것을 꿈꾸며 일상 생활을 보내고 있었다. 어느 날 조프는 친구 만셀이 몰래 훔친 열쇠로 들어가는 것을 금지 한 문 금지의 문에 들어갔는데 구덩이에 빠져 버렸다. 조프가 그 속에서 만난 것은 먼 옛날에 죽은 마지막 용 도레이코가 남긴 드레이크라는 이름의 젊은 용이었다.
한편 항에서는 "혜성이 밤하늘을 가로 지르는 때, 용의 심장이 인류의 운명을 바꾼다"라는 예언이 그럴듯이 퍼지고 예고 된 그날을 눈앞에 두고 다양한 의도가 생겨나기 시작하는데....

## 출연
| 역할                     | 배우 기존           | 한국어 더빙 (TV, KBS) |
| ------------------------ | ------------------- | --------------------- |
| 드레이크 (음성)          | 로비 벤슨           | ????                  |
| 지오프리                 | 크리스토퍼 매스터슨 | ????                  |
| 오즈릿쿠 / 그리핀 (음성) | 해리 반 고쿰        | ????                  |
| 리앤                     | 로나 피겨로아       | ????                  |
| 맨슬                     | 맷 히키             | ????                  |
| 콴                       | 헨리 오             | ????                  |
|                          | 탐 버크             | ????                  |

## 같이 보기
- 드래곤하트 (영화)